# Kattusseqatigiit Partiiat
Die Kattusseqatigiit Partiiat (grönländisch für „Partei der Vereinigung, der sich einig Seienden“) war eine politische Partei in Grönland.

## Geschichte
Die Partei wurde erst von Anthon Frederiksen als parteiloses Kandidatenbündnis bei der Kommunalwahl 1993 unter dem Namen Attaviittut Kattusseqatigiit. Der Kandidatenverbund konnte auf Anhieb einen Sitz erlangen. 1999 vervierfachte die Gruppierung ihr Ergebnis und konnte vier Sitze erzielen. Im Anschluss gingen die Wählerzahlen wieder zurück. Erst 2005 wurde die Kattusseqatigiit Partiaat als offizielle Partei gegründet. 2009 wurde Anthon Frederiksen ein Ministerposten gegeben, was die einzige Regierungsbeteiligung der Partei darstellt. Bei der Parlamentswahl 2013 konnte sie nur noch 1,1 % der Stimmen erreichen, womit sie ihren letzten Sitz verlor. Daraufhin löste sie sich 2014 auf, wobei Gründer und Vorsitzender Anthon Frederiksen zur neugegründeten Partii Naleraq überwechselte.

## Politische Ausrichtung
Die Kattusseqatigiit Partiiat lässt sich als konservativ und populistisch einstufen und stand für eine moderate wirtschaftsbasierte Politik.

## Parteivorsitzende
- 1993–2014: Anthon Frederiksen

## Wahlergebnisse

### Parlamentswahlen
| Wahl | Stimmen | Stimmenanteil | Sitze  | Platz | Folge                        |
| ---- | ------- | ------------- | ------ | ----- | ---------------------------- |
| 1995 | 0887    | 03,5 %        | 1 / 31 | 5     | Opposition                   |
| 1999 | 3.453   | 12,3 %        | 4 / 31 | 4     | Opposition                   |
| 2002 | 1.510   | 05,3 %        | 1 / 31 | 5     | Opposition                   |
| 2005 | 1.170   | 04,1 %        | 1 / 31 | 5     | Opposition                   |
| 2009 | 1.084   | 03,8 %        | 1 / 31 | 5     | Juniorpartner der Regierung  |
| 2013 | 0326    | 01,1 %        | 0 / 31 | 6     | nicht im Parlament vertreten |

### Folketingswahlen
| Wahl | Stimmen | Stimmenanteil | Sitze | Platz | Abgeordneter    |
| ---- | ------- | ------------- | ----- | ----- | --------------- |
| 1998 | 1.265   | 5,4 %         | 0 / 2 | 4     | nicht vertreten |
| 2001 | 0483    | 2,1 %         | 0 / 2 | 5     | nicht vertreten |
| 2005 | 0843    | 3,6 %         | 0 / 2 | 5     | nicht vertreten |